# Kim Chung Gil
Kim Chung Gil (김정길; Seoel, 28 januari 1934 – aldaar, 17 maart 2012) was een Zuid-Koreaanse componist, muziekpedagoog en dirigent.

## Levensloop
Kim was lange tijd lid van het Zuid-Koreaanse leger. Vervolgens studeerde hij muziektheorie en compositie aan de School of Music van de Nationale Universiteit Seoel (SNU) in Seoel bij Kim Sehyŏng als Kim Sŏngt'ae en behaalde aldaar zijn Bachelor of Music als zijn Master of Music. Van 1971 tot 1972 studeerde hij aan de Hochschule für Musik, Theater und Medien Hannover, toen heette die nog Staatliche Hochschule für Musik, in Hannover bij Isang Yun. Na zijn terugkomst werd hij in 1983 Seoel docent en later professor aan de School of Music van zijn Alma mater, de Nationale Universiteit Seoel. 
Hij was dirigent van het Korean Symphony Orchestra. 
Als componist was hij heel succesrijk en schreef muziek voor de Aziatische Spelen 1986 in Seoel, voor de Olympische Zomerspelen 1988 in Seoel, voor de Taejŏn Expo '93 in Daejeon (destijds nog gespeld als "Taejŏn") en de Winter Universiade in 1997 in de Zuid-Koreaanse steden/districten Muju en Jeonju. Zijn werken werden zowel uitgevoerd in Pyongyang als in Seoel, maar ook in Moskou, Berlijn, Wenen, Parijs en New York. 
Kim behaalde een prijs tijdens een compositiewedstrijd georganiseerd door de International Society for Contemporary Music (I.S.C.M.) en ontving de Korean Theatre/Movie Music Award, de Dong-A Theatre Music Award, een prijs van de Zuid-Koreaanse minister voor opleiding, de Cultural Artistry Award en werd onderscheiden als Musicus van het jaar door de Zuid-Koreaanse president. 
Kim was voorzitter van de Korea Association of Composers alsook de Contemporary Music Society en tweede voorzitter van de Korean Traditional Music Association en van de Asian Composers’ League. 

## Composities

### Werken voor orkest
- 1983: - Yul ’83 (Rhythm ’83), voor klarinet en strijkorkest
- 1983: - Sangch'ungyul (Mutual Rhythm), voor orkest
- 1987: - Sarang hanŭn naŭi choguk (The Country I Love), voor orkest
- 1988: - Ch'ukchŏnsŏgok (Prelude on Celebration), voor orkest
- 1989: - Ch'ŏngsonyŏnŭl wihan kwanhyŏnak chogok (Suite of the Adolescent), voor orkest
- 1990: - 6·25 40-nyŏn puch'o (40th Anniversary of the Outbreak of the Korean War), voor orkest
- 1991: - Uridŭl sesang (Our World), voor orkest
- 1996: - Celebration, ouverture voor orkest
- 1998: - Urfiguration, voor orkest
- 1999: - Children's World, voor orkest
- 1999: - Orchestral Suite for Young Persons, voor orkest

### Werken voor harmonieorkest
- - Fanfare for the games of the XXIV Olympiad, voor harmonieorkest
- - Festival Overture, voor harmonieorkest

### Muziektheater

#### Balletten
| Voltooid in | titel                                         | aktes | première | libretto | choreografie |
| ----------- | --------------------------------------------- | ----- | -------- | -------- | ------------ |
| 1983        | Chong (Bell)                                  |       |          |          |              |
| 1984        | Taeji ŭi sori (Song of the Great Earth)       |       |          |          |              |
| 1985        | Kalmang (Earnest Desire)                      |       |          |          |              |
| 1986        | Ch'unhyang ŭi sarang (The Love of Ch'unhyang) |       |          |          |              |

#### Toneelmuziek
- 1984: - Motakpul ach'imisŭl (Bonfire Morning Dew)
- 1984: - Pult'anŭn yŏul (Flaming Shoal)
- 1984: - Tap (Tower)
- 1985: - Hamlet - tekst: William Shakespeare
- 1985: - Mansŏn
- 1985: - Hanŭl mank'ŭm mŏnara
- 1985: - P'unggŭm sori (Organ Sound)
- 1986: - Han ŭi kkŭt (End of Remorse), voor dansers
- 1986: - Asia ŭi sonnim (Asia’s Guest), voor dansers
- 1986: - Kyŏŭl kkot mit pom (Winter Flower with Spring), voor dansers
- 1988: - Hondon (Chaos), voor dansers
- 1988: - Sanbul (Forest Fire)

### Vocale muziek

#### Werken voor koor
- 1977: - Chung san byul gok (Ch'ŏngsan pyŏlgok), voor gemengd koor en pauken
- 1982: - Sŏdang ŭi yul (Rhythm of a Village Schoolhouse), voor gemengd koor en strijkers
- 1996: - Kwich'ŏn (Chŏn Sangbyŏng), voor gemengd koor en slagwerk

### Kamermuziek
- 1962: - Trio, voor viool, klarinet en piano
- 1968: - Topological Space, voor koperseptet
- 1968: - Normal Space, voor koperseptet
- 1970: - Ch'ŏng (Blue), voor dwarsfluit
- 1971: - Kyŏng (Scenery), voor klarinet en piano
- 1971: - Young, voor klarinet en piano
- 1973: - Drei Flöten und Schlagzeug, voor 3 dwarsfluiten en slagwerk
- 1973: - Fünf Stücke, voor blaaskwintet
- 1973: - Yŏng (Shadow), voor klarinet en piano
- 1974: - Yŏbaek (Blank Space), voor strijkkwartet
- 1974: - Das Spatium, voor strijkkwartet
- 1974: - Der Brennpunkt, voor houtblazersensemble
- 1974: - Liedchen, voor 2 hobo's en obligaat slagwerk
- 1975: - Latte, voor hobo en piano
- 1976: - Bi, voor 9 celli
- 1978: - Pi, voor cello
- 1979: - Dipolar, voor hobo en piano
- 1981: - Adagio, voor viool, cello en piano
- 1982: - Pi (Secret), voor strijkersensemble
- 1984: - Wisang ’84 (Phase ’84), voor strijkers en slagwerk
- 1984: - Fanfare ’86, voor koperblazers en slagwerk
- 1985: - Sasŏl (Story), voor viool en piano
- 1985: - Yul ’85 (Rhythm ’85), voor 3 klarinetten en slagwerk
- 1988: - 1988 Olympic Fanfare, voor koperensemble en slagwerk
- 1988: - Ŏllaejit, voor 4 tuba's
- 1989: - Kŭnwŏnhyŏngsang (Urfiguration), voor blaasoctet
- 1991: - Blaaskwintet
- 1993: - Fanfare Expo ’93, voor koperensemble en slagwerk
- 1994: - Wŏnhyŏngsang ’94 (Urfiguration ’94), voor 15 fluiten
- 1996: - Ch'oriptong ’96, voor dwarsfluit en piano

### Werken voor orgel
- 1982: - Hausdorff Spatium II

### Werken voor piano
- 1975: - Hausdorff Spatium
- 1981: - Piano choguk ŭi Kop'ung (Ancient Style Suite)
- 1981: - Go-Poong (Memory of Childhood), suite
- - Die Skizze für Graphik, voor 2 piano's

### Werken voor harp
- 1990: - Yul-90 (Rhythm '90)
- 1990: - Ŏllaejit ’90

### Werken voor slagwerk
- 1973: - Variation, voor slagwerk
- 1984: - Sori omnŭn sori (Sound without a Sound), voor 2 slagwerkers

### Filmmuziek
- 1974: - Kawi pawi po
- 1981: - Mandala
- 1985: - Kil sottŭm
- 1987: - Asianŭn hana (Asia is One)
- 1989: - Ajae aje Para aje
- 1989: - Pyŏgŭl nŏmŏsŏ (Beyond All Barriers)
- 1989: - Segyenŭn Sŏullo, Sŏurŭn segyero (The World to Seoul, Seoul to the World)
- 1992: - Myŏngja ikkikko ssonya (Myŏngja Akiko Sonya)
- 1994: - Tallinŭn Han'gugin (The Distinctiveness of Koreans)
- 1995: - Moŭmgok (Vocalization)
- 2000: - Chunhyang (Ch'unhyangdyŏn)
- 2005: - Sad, to be forgotten (Sŏrŏwŏra, ich'y̆ojindanŭn kŏsŭn)
- - Pombom : Memil kkot p'il muryŏp

### Werken voor traditionele Koreaanse instrumenten
- 1979: - Chucho-Mun (Ch'uch'omun), voor 8 instrumentalisten (yanggeum, piri, taigeum, haigeum, hun (=tokkelinstrument), so, ajaing (Koreaanse cither), jing (gong))
- 1984: - Suyŏsan (Suyŏ Mountain), voor traditioneel Koreaans instrumentaal ensemble
- 1985: - P'ungnyu hyŏnak hapchugok, voor Koreaanse traditionele strijkinstrumenten
- 1997: - Wŏnhyŏngsang ’97, voor 3 slagwerkers en traditioneel Koreaans instrumentaal ensemble